# Педерсен, Херб
Херб Педерсен (англ. Herb Pedersen, род. 27 апреля 1944, Беркли, Калифорния, США) — сессионный музыкант, банджоист, исполнитель вокальных гармоний и мультиинструменталист, сыгравший значимую роль в эволюции кантри-рока в 1970-е и 1980-е годы. Один из основателей и участников группы The Desert Rose Band.

## Биография
Педерсен приобщился к жанру кантри благодаря многочисленным фестивалям, проходившим в Области залива Сан-Франциско, где он провёл детство. Там же на местной блюграсс-сцене Педерсен оттачивал музыкальные навыки. Среди его соратников в то время были Джерри Гарсия (будущий основатель Grateful Dead) и Дэвид Нельсон (позднее член New Riders of the Purple Sage). Подростком Педерсен собрал свой первый блюграсс-коллектив — The Pine Valley Boys.
После кратковременной работы в Нэшвилле в начале 1960-х годов, он вернулся в Калифорнию и в 1963 году присоединился к Дэвиду Грисману в группе The Smokey Grass Boys. В 1964 году он играл на банджо с ветеранами блюграсс-сцены Верном Госдином и его братом Рэем Госдином. В 1967 году Педерсен по просьбе Эрла Скраггса подменял его на гастролях, пока тот проходил операцию на бедре. Годом позже он заменил Дага Дилларда на банджо в The Dillards. С группой он записал два успешных альбома: Wheatstraw Suite (1968) и Copperfields (1970).
Покинув The Dillards, Педерсен работал в Лос-Анджелесе, став крайне востребованным сессионным музыкантом. Сотрудничал с Эммилу Харрис, Линдой Ронстадт, The Flying Burrito Brothers, Грэмом Парсонсом, Джоном Прайном, Крисом Кристофферсоном и The Doobie Brothers. В 1975 году Педерсен присоединился в турне к Джексону Брауну; в следующем году он выпустил дебютный сольный альбом Southwest (1976), а затем ещё один  — Sandman (1977).
С 1977 по 1980 год Педерсен играл в группе Джона Денвера, продолжая при этом активную сессионную деятельность. В 1984 году он выпустил свой третий сольный проект — Lonesome Feeling. В этот период он также начал сочинять музыку для телесериалов, в числе которых The Rockford Files, Kojak, «Придурки из Хаззарда» и «Команда „А“».
В середине 1980-х годов Педерсен сформировал группу The Desert Rose Band со своим давним соратником Крисом Хиллманом и гитаристом Джоном Джоргенсоном, записав в итоге восемь хитов, попавших в Топ-10 чарта Hot Country Songs. После распада группы в 1993 году, Педерсен вернулся к жанру блюграсс, собрав в 1995 году коллектив Laurel Canyon Ramblers с Били Рэем Лэтамом (бывшим участником ансамбля Kentucky Colonels). С этой группой он записал три альбома: Rambler’s Blues (1995) и Blue Rambler 2 (1996) и Back on the Street Again (1998).
В 1996 году с Хиллманом выпустил работу Bakersfield Bound —  трибьют таким артистам как Бак Оуэнс и Мерл Хаггард. В 2002 году он сыграл на акустическом альбоме Old & In the Gray. Последний объединил музыкантов, записавших в 1975 году пластинку Old & In the Way, ставшую вехой в жаре блюграсс. В этом проекте 2002 года Педерсен заменил умершего Джерри Гарсия. В 2010 году Педерсен и Хиллман представили альбом At Edwards Barn — запись их благотворительного концерта для церкви в городе Нипомо, Калифорния. На диске хронологически расположены 15 песен, сыгравших ключевую роль в карьере обоих артистов, в том числе из репертуара The Byrds, The Flying Burrito Brothers и The Desert Rose Band. Педерсен продолжает сольные выступления и сессионную работу.

## Дискография
- Southwest (1976)
- Sandman (1977)
- Lonesome Feeling (1984)